# وكالة تحديث أوكرانيا

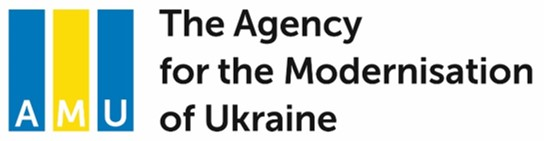

وكالة تحديث أوكرانيا (بالإنجليزية: Agency for the Modernisation of Ukraine) هي منظمة غير حكومية. تعمل الوكالة على تعزيز الاستقرار السياسي والنمو الاقتصادي داخل أوكرانيا. تأسست في مارس 2015 ويقع مقرها الرئيسي في فيينا. السياسي النمساوي السابق مايكل سبيندليغر هو رئيس وكالة تحديث أوكرانيا.

## الأهداف
ترغب الوكالة في تطوير برنامج تحديث لأوكرانيا حيث سيتم تقديمه إلى البرلمان الأوكراني في خريف عام 2015. يعمل سبعة خبراء سياسيين واقتصاديين على البرنامج طموح يحتوي في عضويته على رئيس وزراء بولندا السابق البروفيسور أوتو ديبنهير، وباحث قانوني من ألمانيا هو برنار كوشنير، ومؤسس منظمة أطباء بلا حدود ووزير الخارجية الفرنسي السابق والشؤون الأوروبية اللورد كين ماكدونالد، والمدير السابق للنيابات العامة في إنجلترا وويلز فالديمار بافلاك، ورئيس وزراء بولندا الأسبق وجونتر فيرهوجين نائب رئيس المفوضية الأوروبية السابق. يخضع كل فرد لمجال معين من العمل:
- مكافحة الفساد في أوكرانيا.
- دستور أوكرانيا.
- الصحة في أوكرانيا.
- سيادة القانون.
- اقتصاد أوكرانيا.
- تكامل الاتحاد الأوروبي.

وفقًا للوكالة، في صيف 2015 سيكون هناك «مائدة مستديرة» في أوكرانيا لكل مجال من مجالات العمل. وسيشمل أفراد هذه المائدة المنظمات غير الحكومية وكذلك المواطنين الأوكرانيين. تم تأسيس اتحاد النقابات العمالية بناءً على اقتراح الشركاء الاجتماعيين الأوكرانيين واتحاد نقابات العمال في أوكرانيا واتحاد أرباب العمل في أوكرانيا، الذي قدم رئيسه دميترو فيرتاش الأموال لاتحاد نقابات العمال.